# سوق مالية

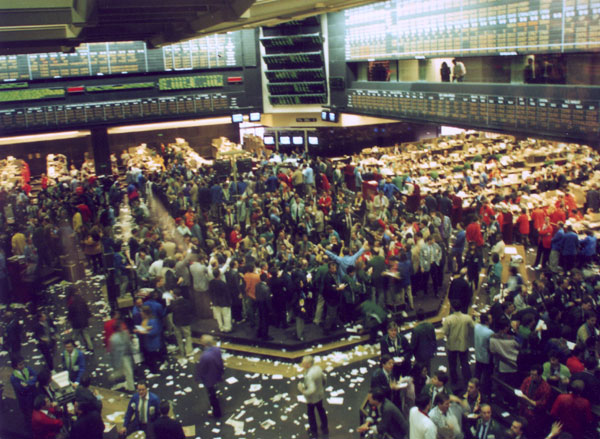
شيكاغو

السوق المالية هي السوق التي يتاجر فيها الأشخاص بالأوراق والمشتقات المالية مقابل تكاليف معاملات منخفضة. تتضمن الأوراق المالية والأسهم والسندات والمعادن الثمينة.
يُستخدَم المصطلح (سوق) أحيانًا بمزيد من الدقة لوصف البورصات، وهي المنظمات التي تسهل التجارة بالأوراق المالية مثل سوق الأوراق المالية أو سوق السلع الأساسية. قد يكون هذا مكانًا ماديًا (مثل بورصة نيويورك، بورصة لندن، بورصة جوهانسبرغ، بورصة بومباي) أو نظامًا إلكترونيًا (مثل ناسداك). تحدث الكثير من عمليات تبادل الأسهم في سوق الأوراق المالية. بينما تحدث الإجراءات المؤسساتية مثل الاندماج أو الاقتطاع خارجها، حيث قد توافق شركتان أو شخصان لأي أسباب كانت على بيع أسهم من أحدهما إلى الآخر بدون استعمال سوق للأوراق المالية.
يتم تبادل العملات والسندات بشكل كبير على أساس ثنائي الطرفين، على الرغم من ذلك يمكن مبادلة بعض السندات في سوق الأوراق المالية، ويقوم الأشخاص بإنشاء أنظمة إلكترونية من أجل ذلك بالإضافة إلى أسواق الأوراق المالية.

## أنواع الأسواق المالية
يُستخدَم المصطلح (أسواق مالية) ضمن القطاع المالي عادةً للإشارة إلى الأسواق التي تُستخدَم لجمع التمويل: تُدعَى بأسواق رأس المال للتمويل طويل الأمد، والأسواق النقدية للتمويل قصير الأمد. يستخدم المصطلح بشكل شائع أيضًا كوصف جامع لكل الأسواق في القطاع المالي، كما يرد في الأمثلة التفصيلية الآتية:
- أسواق رأس المال وتحتوي على:

- أسواق الأسهم، والتي توفر التمويل عن طريق إصدار الحصص أو الأسهم العادية، والتخويل بالتجارة المترتبة على ذلك.
- أسواق السندات، والتي توفر التمويل عن طريق إصدار السندات، والتخويل بالتجارة المترتبة على ذلك.

- أسواق السلع الأساسية، والتي تسهل التجارة بالسلع الأساسية.
- الأسواق النقدية، والتي توفر تمويل الديون قصيرة الأمد والاستثمار.
- أسواق المشتقات المالية، والتي تزود صكوكًا للتعامل مع المخاطر المالية.[1]
- أسواق العقود الآجلة، والتي تزود عقود آجلة قياسية لمبادلة المنتجات في موعد مقبل ما؛ انظر أيضًا الأسواق الآجلة.
- سوق صرف العملات، والتي تسهل التجارة بالنقد الأجنبي.
- سوق العملات المشفرة، والتي تسهل التجارة بالموارد الرقمية والتكنولوجيا المالية.
- السوق الفورية.
- سوق الإقراض ما بين المصارف.

وتقسم سوق رأس المال أيضًا إلى أسواق رئيسية وأسواق ثانوية. تُباع وتُشتَرى الأوراق المالية المُنشأة (المُصدَرة) حديثًا في الأسواق الرئيسية، كما يحدث عند إطلاق سوق الأوراق المالية. تسمح السوق الثانوية للمستثمرين ببيع وشراء الأوراق المالية القائمة. تجري الصفقات في السوق الرئيسية بين المُصدِّرين والمستثمرين، بينما تجري الصفقات في السوق الثانوية ما بين المستثمرين.
السيولة هو عنصر بالغ الأهمية بالنسبة للأوراق المالية المُتاجَر بها في السوق الثانوية. يُقصد بالسيولة السهولة التي يمكن بيع ورقة مالية بها دون فقدانها لقيمتها. الأوراق المالية في سوق ثانوية فعالة تعني أنَّ هناك الكثير من البائعين والمشترين في أي وقت كان. يستفيد المستثمرون من أوراق مالية تتمتع بالسيولة لأنها تمكنهم من بيع أصولهم المالية في أي وقت يرغبون به؛ بينما قد تجبر الأوراق المالية غير المتمتعة بسيولة البائع على التخلص من أصوله المالية بحسم كبير.

## جمع رأس المال
تجذب الأسواق المالية الإيرادات من المستثمرين وتوجههم نحو الشركات وبالتالي يسمحون للشركات بتمويل عملياتهم وتحقيق التنمية. تسمح الأسواق النقدية للشركات باقتراض الأموال إلى أجل قصير، بينما تسمح أسواق رأس المال للشركات بالحصول على تمويل طويل الأمد حتى تدعم نموها (وهو ما يُعرَف بالنضوج).
بدون سوق مالية، سوف يعاني المقترضون في إيجاد مُقرِضين. يُمكِن للوسطاء كالمصارف والمصارف الاستثمارية ومصارف الاستثمار البوتيكية (وهي مصارف صغيرة متخصصة في الاستثمارات المحدودة أو الصغيرة) المساعدة في هذه العملية. تأخذ المصارف ودائع من أولئك الذين يريدون ادخار المال. يمكنهم عندها إقراض المال من المال المُودَع إلى أولئك الذين يريدون الاقتراض. تُقرِض المصارف المال بصورة كبيرة على هيئة قروض ورهون.
تحتاج المعاملات الأكثر تعقيدًا من الإيداع البسيط في المصرف إلى أسواق يستطيع فيها المُقرِضون وعملائهم مقابلة المُقترِضين وعملائهم، وحيث يمكن بيع تعهدات الشراء أو البيع القائمة إلى أطراف أخرى. سوق الأوراق المالية هي مثال جيد عن السوق المالية. تستطيع شركة ما جمع المال عن طريق بيع الأسهم إلى مستثمرين كما يمكن بيع أو شراء أسهمها القائمة.

### المُقرِضون
يعطي المُقرِض المال مؤقتًا لأحد ما، شريطة استرجاع المبلغ الأصلي بالإضافة إلى بعض الفوائد أو الرسوم أو الأرباح.

#### الأفراد والمزدوجات
الكثير من الأشخاص لا يدركون أنهم مُقرِضون، ولكن كل شخص تقريبًا يُقرِض المال بطرق مختلفة. يُقرِض شخص ما المال حين يقوم ب:
- وضع المال في حساب توفيري في المصرف
- المساهمة في خطة تقاعدية
- يدفع أقساط لشركة تأمين
- يستثمر في السندات الحكومية

### الشركات
تميل الشركات إلى إقراض رؤوس الأموال. حين تمتلك الشركات فائضًا من المال النقدي الذي لن تحتاجه لفترة قصيرة من الزمن، ربما تسعى لجني المال من الفائض عبر إقراضه عن طريق أسواق قصيرة الأمد تدعى بالأسواق النقدية. قد تقرر تلك الشركات عوضًا عن ذلك إرجاع المال النقدي الفائض إلى حاملي الأسهم خاصتهم (مثلًا عن طريق عمليات إعادة شراء الأسهم أو دفعات توزيع الأرباح).

### المقُرِضون
- يقترض الأفراد المال بوسيلة القروض المصرفية لاحتياجات قصيرة الأمد أو رهون طويلة الأمد لإعانتهم في شراء منزل.

- تقترض الشركات المال لتعزيز التدفقات النقدية قصيرة أو طويلة الأمد. كما تقترض لتمويل التطوير أو توسيع الأعمال التجارية. ومن الشائع أن تستخدم الشركات مجموعات مختلطة من مختلف أشكال التمويل لغايات مختلفة خصوصًا حين يكون الأمر معنيًا بمشاريع معقدة وضخمة كالاستحواذ على إدارة شركة.

- تجد الحكومات في الكثير من الأحيان أن متطلبات الإنفاق قد فاقت الإيرادات الضريبية. فتحتاج للاقتراض لتعويض هذا الفارق. تحتاج الحكومات أيضًا للاقتراض بالنيابة عن الصناعات المؤممة والمجالس البلدية والسلطات المحلية وأجهزة القطاع العام الأخرى. يُشَار إلى الاحتياجات الكلية للقروض في المملكة المتحدة بالمتطلبات النقدية الصافية للقطاع العام (PSNCR).

تقترض الحكومات عبر إصدار سندات. تقترض الحكومة أيضًا في المملكة المتحدة من الأفراد وذلك عن طريق تقديم حسابات مصرفية وسندات ذات علاوة. يبدو دين الحكومة دائمًا، وفي واقع الأمر يزداد الدين بشكل مستمر بدلًا من أن يتم تسديده. أحد استراتيجيات الحكومات لتقليل قيمة الدين هي بالتأثير على التضخم الاقتصادي.
قد تقترض البلديات والسلطات المحلية بصفتها الشخصية فضلًا عن تلقي التمويل من الحكومات الوطنية. في المملكة المتحدة، هذا قد يشتمل على سلطة كمجلس مقاطعة هامبشاير.
تشمل المؤسسات العامة عمومًا على الصناعات المؤممة. من الممكن أن يتضمن هذا دوائر البريد وشركات السكك الحديدية وشركات المرافق العامة.
يَصعُب على الكثير من المُقترِضين جمع المال محليًا. فيحتاجون إلى الاقتراض دوليًا بمساعدة سوق صرف العملات.
يمكن للمُقترِضين ذوي الاحتياجات المتشابهة تكوين مجموعات من المُقترِضين. ويمكنهم أيضًا أخذ هيئة تنظيمية مثل صناديق الاستثمار المشترك. يمكنهم تزويد الرهون على أساس الوزن. المنفعة الرئيسية من هذا أنه يخفض من تكلفة قروضهم.

## منتجات مشتقة
كانت التجارة بما يسمى العقود الاشتقاقية قطاعًا ناميًا رئيسيًا في الأسواق المالية.
في الأسواق المالية، تزداد وتنخفض أسعار الأسهم وأسعار الحصص وأسعار السندات وأسعار صرف العملات وأسعار الفوائد وأرباحها، مما قد يخلق المخاطرة. المنتجات المشتقة هي المنتجات المالية التي تستخدم للتحكم بالمخاطرة أو بشكل متناقض لاستغلال المخاطرة. كما تسمى بعلم الاقتصاد المالي. تساعد المنتجات أو الصكوك المشتقة جهات الإصدار بكسب أرباح كبيرة عن طريق إصدار الصكوك. يجب إبرام عقد من أجل استخدام عون هذه المنتجات. تتألف العقود المشتقة من أربع أنواع رئيسية.
على ما يبدو، أكثر المشترين والبائعين للعملة وضوحًا هم المصدرون والموردون للبضائع. وبالرغم من كون هذا صحيحًا في الماضي السحيق، خلقت التجارة العالمية الطلب على أسواق العملة، وبسبب ذلك يمثل المصدرون والموردون 1\32 فقط من المتعاملين بالنقد الأجنبي، تبعًا لمصرف التسويات الدولية.